# أليوخينو (منطقة بيستياكوفسكي)
قرية أليوخينو هي قرية في منطقة منطقة بيستياكوفسكي [الروسية] في منطقة أوبلاست إيفانوفو المدرجة في مستوطنة بيستياكوفسكي الريفية [الروسية].

## تاريخ
في نهاية القرن التاسع عشر - بداية القرن العشرين، كانت القرية جزءًا من نيفروسلوبودسكي فولوست وتحديدًا في منطقة جوروخوفيتسكي [الإنجليزية] في مقاطعة فلاديمير، منذ عام 1925 كانت كجزء من منطقة بيستياكوفسكايا في مقاطعة شيوسكي [الروسية] بمقاطعة إيفانوفو- فوزنيسنسك [الروسية]،
في عام 1859 كان هناك 13 أسرة في القرية، في عام 1905 كان هُنالك 15 أسرة.
منذ عام 1929 كانت القرية جزءًا من Poroshinsky Selsoviet التابعة لمقاطعة مقاطعة ورخنلاندخوفسكي [الروسية] منذ عام 1931 أصبحت كجزء من منطقة بيستياكوفسكي [الروسية]، منذ عام 1974 كانت مركز مجلس قرية Alekhinsky، منذ عام 2005 أصبحت كجزء من مستوطنة Demidovsky الريفية، في عام 2015 أصبحت كجزء من مستوطنة بيستياكوفسكي الريفية [الروسية].

## جُغرافيًا
تقع أقرب محطة سكة حديد (وهي ديميدوفو) على بعد 9 كم على خط إيفانوفو - نجني نوفغورود. المسافة إلى مركز المنطقة (قرية بيستياكي [الروسية]) على مسافة 12 كم.